# HP Superdome
Der HP Superdome ist ein Unternehmensserver von Hewlett-Packard in ccNUMA-Technologie. Die erste Ausgabe des Rechners erschien 2000, damals mit den hauseigenen 64bit-PA-RISC Prozessoren, auch HP 9000 Superdome genannt. Die Rechner laufen unter der HP eigenen Unix-Betriebssystem-Variante HP-UX.

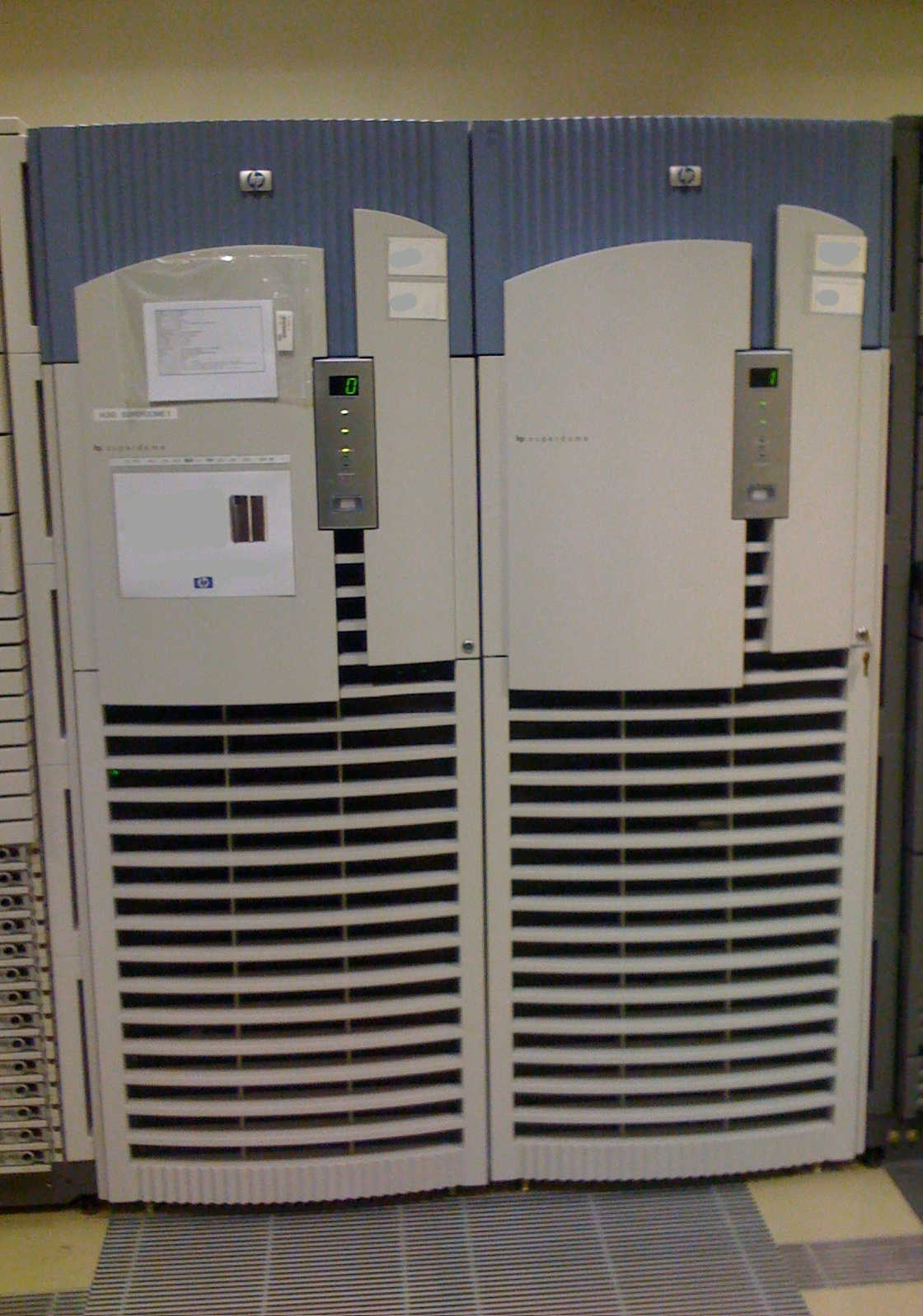
Superdome PA-RISC, genannt der "Weisse"

Im Laufe ihrer Entwicklung wurden mehrfach für die Anwendungssoftware inkompatible Änderungen bei diesen Rechnern durchgeführt, deshalb wurde der Fortbestand der Superdome-Baureihe schon sehr kritisch beurteilt:
- Übergang von PA-RISC-Prozessoren zu Intel Itanium Prozessoren
- Unterstützung von Windows Server (Itanium) und Linux (Itanium) als mögliche Betriebssysteme
- Übergang von Itanium Prozessoren zu Intel Xeon Prozessoren und damit verbundenen Wechsel der möglichen Betriebssysteme von HP-UX auf Linux x86-64, Windows Server (x86-64) und VMware

Allen Versionen gemeinsam ist die Verwendung von HP eigenen Chipsätzen (SX1000 / SX2000 / SX3000 und NUMAlink), die die Kopplung mehrerer einzelner Rechner-Nodes zu einem großen ccNuma-System mit gemeinsamen Speicher ermöglichen. Gleichzeitig unterstützen die Maschinen Hardware-Partitionierung neben den Virtualisierungsfunktionen der jeweiligen Betriebssysteme.
Ab den Versionen mit Itanium-Prozessoren wurden die Superdome-Server immer stärker aus Standardbauteilen aufgebaut:
- Unterstützung von PCI-Express
- Verwendung hauseigener Bladeserver-Bauteile aus der C7000-Reihe
- Verwendung der Intel Xeon CPUs

Der HP-Superdome besteht heute als großer ccNUMA-Server mit den x86-64-Standard-CPU's fort, ist aber keine proprietäre Plattform mehr für die HP eigenen Betriebssysteme HP-UX und OpenVMS und hat heute im Intel-Server Marktsegment etliche Wettbewerber. Der Superdome Flex schließlich ist der Nachfolger der von SGI übernommenen SGI-UV-Baureihe 300 mit deren NUMALink-Technologie.

## Baureihen
Diese Hauptbaureihen können unterschiedlich groß ausgebaut und mit zahlreichen Optionen ausgestattet werden. Typischerweise bestehen sie aus 1-2 Racks mit den Prozessorboards und weiteren Peripherie-Racks.
| Name                     | Baujahr   | CPUs                                                                | Anzahl CPUs / CPU-Kerne | Chipsatz        | Bauform                | Betriebssysteme                               |
| ------------------------ | --------- | ------------------------------------------------------------------- | ----------------------- | --------------- | ---------------------- | --------------------------------------------- |
| HP 9000 Superdome        | 2000–2008 | PA-RISC PA-8600 bis PA-8900                                         | 16-32-64 / 32-64-128    | SX1000          | Cell-Boards            | HP-UX                                         |
| HP Integrity Superdome   | 2009      | Itanium Montvale/Montecito/Madison oder PA-RISC PA-8600 bis PA-8900 | 16-32-64 / 32-64-128    | SX1000 / SX2000 | Cell-Boards            | HP-UX, Win2008Srv für Itanium, Linux, OpenVMS |
| HP Integrity Superdome 2 | 2010      | Itanium Tukwila Prozessor                                           | 8-16-32 / 64-128-256    | SX3000          | 8-16 Blades            | HP-UX, Win2008Srv für Itanium, Linux, OpenVMS |
| HP Superdome X           | 2014      | Intel Xeon Ivy Bridge bis Broadwell                                 | 16-32 / bis zu 32x24    | SX3000          | 8-16 Blades            | Linux/Windows/VMware                          |
| HP Superdome Flex        | 2018      | Intel Xeon SP                                                       | 8 x 4 / bis zu 32 x 28  | NUMALink        | 4-CPU-5U-19"-Einheiten | Linux/Windows/VMware                          |